# Danmarks udenrigsforhold
|  | Spekulativ artikel Bemærk at denne artikel er præget af spekulationer og bør omskrives, så fakta er understøttet af verificerbare kilder. |

Danmarks udenrigsforhold er bygget på fire byggesten; FN, NATO, EU og det nordiske samarbejde bl.a. udmøntet i Nordisk Råd. Danmark er også medlem af Verdensbanken og IMF, WTO, OSCE: OECD, Europarådet; samt de tre organisationer Nordisk Råd, Baltisk Råd, Barentsrådet. I de seneste par år har rigsdelene i Rigsfællesskabet, Grønland og Færøerne opnået større medbestemmelse på udenrigspolitiske emner, der er af vital interesse for landsdelene, såsom geopolitiske emner, fiskeri og hvalfangst, samt jagten på olie. Dette har betydet, at rigsdelene i Rigsfælleskabet er blevet endnu en byggesten i dansk udenrigspolitik.

## Rigsfællesskabet
I Rigsfællesskabets ånd har Grønland og Færøerne opnået at blive inddraget i de udenrigspolitiske forhold, siden begyndelsen af 2000. De områder, som rigsdelene har opnået medbestemmelse på, har direkte relation, og er af vital betydning, til deres respektive interesser, såsom fiskeri, hvalfangst og geopolitiske forhold. Danmark har indgået en principerklæring med begge rigsdele. Mellem Danmark og Grønland fremsatte man Itilleqerklæringen for Grønland, der blev underskrevet 14. maj 2003 i Itilleq, som kan læses på Wikisource. Fámjinserklæringen mellem Danmark og Færøerne blev underskrevet i Fámjin den 29. marts 2005. Indholdet af aftalen kan læses på Wikisource.
Disse principerklæringer har sikret at Grønland siden 1999 har været medvirken og inddraget i danske udenrigspolitisk, så det i dag er muligt for Grønland at være medansvarlig og have indflydelse på udenrigspolitiske forhold der er af vital interesse for Grønland, såsom Thulebasen, samt forholdet til EU og Norden. Endvidere er Færøerne også blevet inddraget i en udenrigspolitisk kontekst, hvor Færøerne er sikret medvirken og inddragelse i udenrigs- og sikkerhedspolitikken.
Denne udvikling i dansk udenrigspolitik er bl.a. sikret af tidligere statsminister Anders Fogh Rasmussens velvilje om større regional medbestemmelse for landsdelene i Rigsfællesskabets og begge rigsdeles ønsker om overdragelse af de sidste områder, der har været under rent dansk bestemmelse, såsom udenrigspolitiske og militære bestemmelser.

## Internationale samfund
Efter den Kolde Krigs afslutning i 1989 har Danmark været en aktiv deltager i det internationale forsøg på at få integreret de central- og østeuropæiske lande i EU. Danmark har haft en førerrolle med at at koordinere vestlig støtte til de baltiske lande, Estland, Letland og Litauen. Danmark er en stærk støtte til international fred, og danske tropper har været involveret i fredsbevarende missioner til det tidligere Jugoslavien i FN Protection Force (UNPROFOR), senere IFOR, og nu SFOR.

## NATO
Efter 2. verdenskrig, stoppede Danmark med sin 100 år gamle neutralitetspolitik. Danmark har været medlem af NATO siden dens grundlæggelse i 1949. Der var mange seriøse konfrontationer mellem USA og Danmark på sikkerhedsområdet, i den såkaldte "Fodnote-æra" (1982-1988). Et flertal i Folketinget tvang regeringen til at adoptere bestemte nationale standpunkter angående atom- og våbenkontrol. Afslutningen på den Kolde Krig, betød at Danmark siden har været en støtter af amerikanske mål i NATO.

## EU
Danskere har nydt et omdømme som modvillige europæere, da de afviste ratificationen i Maastricht-traktaten den 2. juni 1992. De lagde en midlertidig bremseklods for det Europæiske Fællesskabs planer med skabelse af den Europæiske Union. I december, 1992, accepterede resten af EF at fritage Danmark fra visse dele af det lovlige samarbejde. Amsterdam-traktaten blev anerkendt i anbefalingen i den 28. maj, 1998, men det vedvarende EU-skepsis i Danmark er ikke længere kun et dansk fænomen, også andre medlemsstater ser ud til at have sænket deres ambitioner for en endnu større politisk integration i Unionen. I efteråret af 2000, var der et flertal af danskerne, der stemte nej til indførelse af den fælles mønt, euroen.

## Vestunionen
Danmark havde fra 1992 observatørstatus i Vestunionen, der var en europæisk forsvars- og sikkerhedsorganisation. Unionen blev opløst i 2011.

## Territoriale stridigheder – internationalt

### Udestående stridigheder
- Rockall. En strid der involverer Danmark, Island, Irland og Storbritannien om rettighederne til at udnytte havet omkring klippeskæret. (Irland og Storbritannien har underskrevet en grænse-aftale i Rockall-området.)

- Nordpolen Danmark er i gang med at bevise, at Nordpolen er geografisk forbundet til Grønland. Hvis sådan et bevis er etableret, vil Danmark kræve Nordpolen som grønlandsk farvand.

### Løste stridigheder
- Maritime grænse med Polen. Danmark og Polen var frem til 2018/2020 uenige om hvor den maritime grænse mellem landene skulle gå. Danmark støttede en maritim grænse midtvejs mellem de to lande; Polen ville tildeles en større del af Østersøen, siden Polen har en længere kystlinje end den danske ø Bornholm.[2][3][4]

- Hans Ø. En ø placeret mellem Grønland og de canadiske arktiske øer. I perioden 1973-2022 var der en grænsestridighed mellem Canada og Danmark (Danmark varetager Grønlands udenrigspolitik). Denne uenighed tog til i juli 2005, da den canadiske forsvarsminister besøgte Hans Ø. Der blev indgået en aftale i 2022.[5]